# Tradiciones geográficas
Se conoce como tradiciones geográficas al conjunto de enfoques, de gran continuidad en el tiempo, que se han dado sobre los objetos, temas y métodos propios del estudio de la Geografía.
Es importante partir del hecho de que la Geografía moderna desde su institucionalización universitaria a finales del siglo XIX, a través de la creación sistemática de cátedras en los principales países de la época, no ha contado con una definición clara y unívoca compartida por todos los geógrafos.

Tampoco la Geografía premoderna contó con una unidad de objetivos. Se pueden diferenciar dos tradiciones premodernas a grandes rasgos y siguiendo a Ortega Valcárcel:
Una primera tradición cosmográfica, cartográfica y terrestre, muy relacionada con la Astronomía, la Matemática y la Geometría. En esta tradición, la Tierra se estudia como un cuerpo celeste con el objetivo fundamental de proporcionar una representación cartográfica de la misma. Así se estudiaba la Tierra en sus dimensiones, la distribución de las áreas terrestres, las medidas y distancias entre los lugares etc. En esta línea se enmarcarían las aportaciones principales de Eratóstenes o Ptolomeo.
Una segunda tradición que puede denominarse territorial o corológica más cercana a la Historia y a la política. La Tierra se entiende entonces no como un cuerpo celeste sino como ecúmene, como espacio habitado. Se centraba en el conocimiento ideográfico de los diversos lugares que componían esta ecúmene, describiendo sus características físicas, culturales y en general todo elemento que fuera curioso o notable. Las aportaciones principales de autores ilustres como Heródoto o Estrabón pueden enmarcarse en esta tradición.
En la Geografía moderna diversos autores han señalado también la existencia de varias tradiciones geográficas fuertes. Estas tradiciones representan diversos intentos de dotar a la Geografía de un objeto y por lo tanto en muchos puntos entran en contradicción y competencia, aunque hay geógrafos que señalan la riqueza disciplinar que suponen. Algunos autores en la primera mitad del siglo XX como Carl Sauer o Richard Hartshorne identificaron tres tradiciones (la tradición científico natural, la corológica y la ecológica). Otros posteriormente como Pattison identificaron cuatro tradiciones en su famoso artículo “The four traditions of Geography” (1964) (éstas eran las de ciencia de la tierra, estudios de áreas, relación hombre-tierra y la espacial). Autores más actuales como Horacio Capel, teniendo en cuenta la evolución reciente de la disciplina señalan seis tradiciones. Estas serán las que se consideran a continuación.
- Tradición física o ciencia de la tierra: Esta tradición coincide a grandes rasgos con la denominada Geografía física. Como definiciones de la Geografía desde esta tradición se han dado las de: “Ciencia general de la Tierra”, “Ciencia de la envoltura terrestre” o “Ciencia de la superficie terrestre”. Algunos de los primeros representantes de esta corriente son A. Penck o F. von Richthofen.

- Tradición corológica o estudio de áreas: Tradición que conecta en muchos aspectos con la Geografía premoderna y que tiene como concepto central el de región, por lo que coincide con la Geografía regional. Se dan definiciones de la Geografía como: “Ciencia de la descripción de países y regiones”, “Interpretación racional del carácter variable de la superficie terrestre” o “Ciencia de la diferenciación en áreas de la superficie terrestre”. Algunos representantes de esta tradición son: R. Hartshorne, Paul Vidal de La Blache o A. Hettner.

- Tradición ecológica: Centrada en las relaciones hombre-medio o sociedad-medio físico. Entre las definiciones de la Geografía que se han dado desde este punto de vista, están algunas como: “Ciencia de los efectos ambientales en el hombre”, “Ciencia de los ajustes de los grupos humanos al medio físico”, “Ciencia de la ecología humana” o “Ciencia del sistema hombre-naturaleza”. Representantes de esta tradición son F.Ratzel, H.H.Barrows o E.Ackerman.

- Tradición paisajística: Se presenta como el estudio del paisaje en todas las formas que lo componen. Algunas definiciones que se han dado de la Geografía desde esta tradición son: “Ciencia del paisaje”, “Ciencia de los paisajes naturales” o “Ciencia de los paisajes naturales y culturales”. Podrían enmarcarse en esta tradición autores clásicos como O. Schlüter, S. Passarge, Max Sorre o en parte Carl O. Sauer.

- Tradición espacial: Es una tradición más moderna aunque tiene precedentes en la tradición corológica. Surge sobre todo a partir de los años 50 con lo que se denominó “Nueva Geografía” o “Geografía cuantitativa”. Definiciones de la Geografía desde esta tendencia son: “Ciencia de la localización y distribución de fenómenos en la superficie terrestre” o “Ciencia del espacio y de las relaciones espaciales”. Representantes de esta tradición podrían ser F.K. Schaefer, P.Hagget o el primer David Harvey.

- Tradición social: Es quizás la tradición más moderna de la Geografía aunque también tiene precedentes claros en toda la Geografía moderna y premoderna. Esta tradición ve a la geografía como una ciencia social. Algunas definiciones desde esta tradición de la Geografía han sido: “Ciencia de las culturas y de las relaciones de éstas con el medio”, “Ciencia de las sociedades en su distribución espacial”, “Ciencia de las sociedades como grupos espaciales” o “Ciencia del espacio de las sociedades”. Como representares se podrían citar al segundo David Harvey, a Roger Brunet o en parte a Carl O. Sauer.

Estas seis tradiciones sin embargo no han sido compartimentos estancos ya que se han relacionado de diversa forma. Por ejemplo la Escuela Geográfica Francesa configuró un paradigma que integraba la tradición corológica, ecológica, paisajística y en parte también social (con el estudio de los géneros de vida). La Geografía cultural de la Escuela de Berkeley integró en cierta medida las tradiciones corológica, ecológica, paisajística, espacial y social aunque prestando menos atención a los ajustes o adaptación de la cultura a su medio y más a las transformaciones que la cultura llevaba a cabo en su medio físico.
Por otro lado se ha señalado también que de las seis tradiciones dos de ellas han sido el “núcleo fuerte” de toda la Geografía moderna: la tradición corológica (de la que pueden encontrarse precedentes en toda la Geografía premoderna) y la tradición ecológica (introducida sobre todo en el siglo XIX a partir de Carl Ritter y F.Ratzel).